# 久保田哲史
久保田 哲史（くぼた さとし、1969年5月26日 - ）、DMM TVオリジナル制作責任者。以前はフジテレビ、Amazon Studioに所属していた。

## 人物

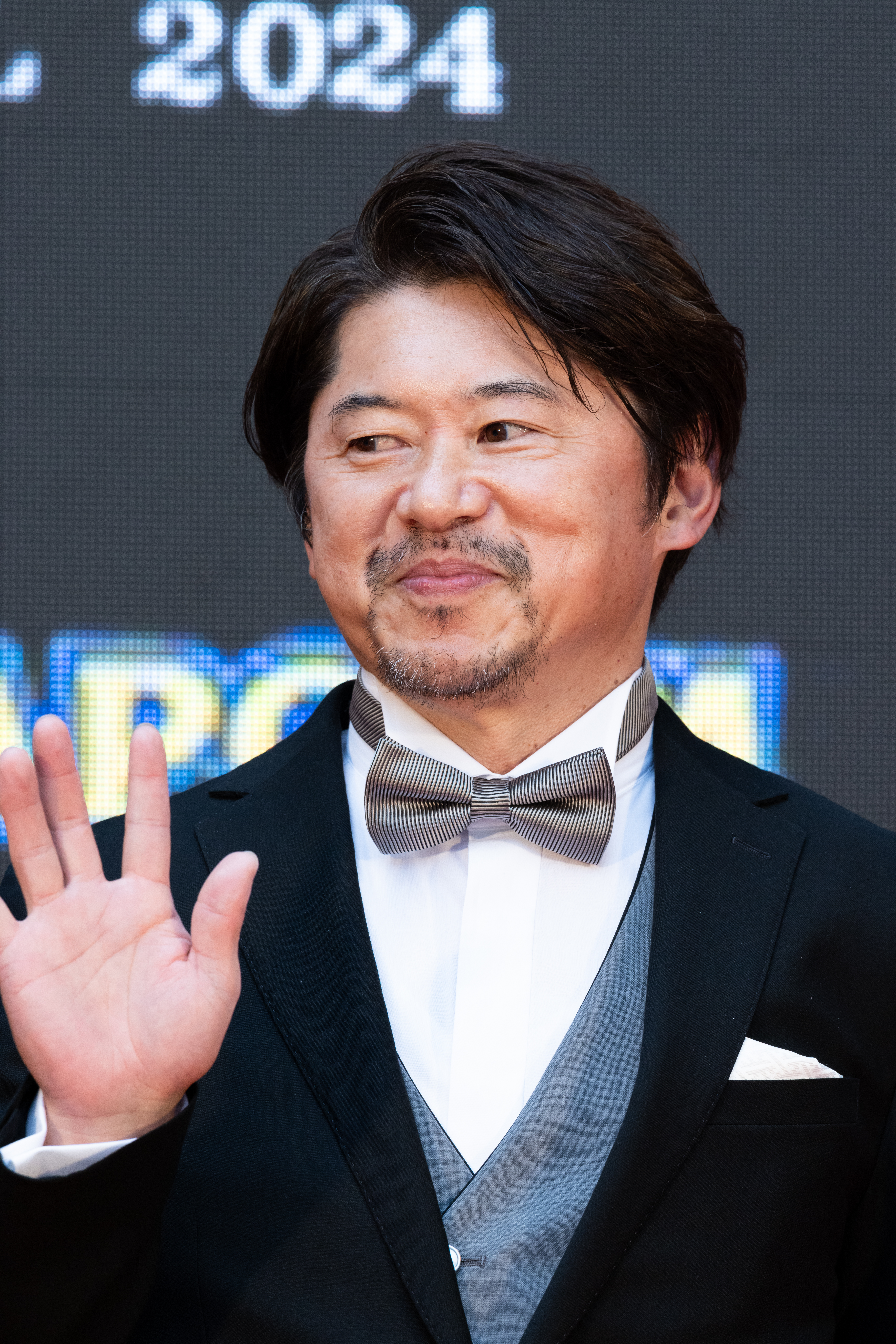
第37回東京国際映画祭にて（2024年）

1995年フジテレビ入社。編成制作局ドラマ制作センター所属時に、2000年『御就職〜がんばれ!日本のお父さん〜』で演出デビュー、2005年「離婚弁護士Ⅱ」で初チーフ演出。2002年には「ナマタマゴ」で映画監督デビューも果たしている。2005年と2006年にはフジテレビアナウンサーが企画・制作・出演する朗読舞台『ラヴシーン』では舞台演出も務めた。編成制作局編成業務センターを経て、コンテンツ事業局国際開発部で、フジテレビ国際ビジネス事業ドラマ部門の統括。国際共同制作・リメイク権販売・購入を担当。2019年からAmazonスタジオのHead of Japan Scripted Originals、2022年DMM TVがローンチされるのを機に、オリジナル制作の責任者に就任している

## テレビドラマ(プロデュース・演出）
- ご就職(2001)-演出
- ムコ殿（2001）-演出
- 人にやさしく（2002）-演出
- 恋愛偏差値（2002)-演出
- VICTORY〜フットガールズの青春〜（2003）-演出
- ムコ殿2003（2003）-演出
- 人間の証明（2004）-演出
- 東京ミチカ（2004)-演出
- 放課後。（2004)-演出
- ゆくな！龍馬（2005）-演出
- 離婚弁護士Ⅱ（2005）-チーフ演出
- 危険なアネキ（2005）-チーフ演出
- 医龍-Team Medical Dragon-（2006）-チーフ演出
- 東京タワー 〜オカンとボクと、時々、オトン〜（2007）チーフ演出
- 小説王(2019)-エグゼクティブプロデューサー
- No Activity(2021)-Amazon Original
- インシデンツ(2023)-エグゼクティブプロデューサー(DMM TV)
- 大脱出（2023)-エグゼクティブプロデューサー(DMM TV)
- ケンシロウによろしく（2023)-エグゼクティブプロデューサー(DMM TV)
- EVOL（2023)-エグゼクティブプロデューサー(DMM TV)
- 外道の歌（2024）-エグゼクティブプロデューサー(DMM TV)
- 幸せカナコの殺し屋生活（2025）-エグゼクティブプロデューサー(DMM TV)

## フォーマット担当
- HOPE（韓国ドラマ「ミセン」）(2016)- リメイク権購入担当
- SUITS（アメリカドラマ「SUITS」）(2018) - リメイク購入担当
- グッドドクター（韓国ドラマ「グッドドクター」）(2018) - リメイク権購入担当

## 映画
- ナマタマゴ（2000）-監督（フジテレビ）
- Homestay（2021）-Amazon Original

## 海外ドラマ
- Aishiteru（フジテレビ×インドネシア共同制作ドラマ）（2013) - プロデュース・演出
- 不可思議的夏天（フジテレビ×中国Iqiyiとの共同制作）(2014) - プロデュース・演出
- When You Wish Upon a Sakura（フジテレビ×インドネシア共同制作）(2016) - プロデューサー
- デート中国版(2017) - プロデューサー
- プロポーズ大作戦中国版 (2017) - プロデューサー
- 好きな人がいること台湾版 - プロデュース・演出
- 空から降る一億の星韓国版（フジテレビ×韓国Studio Dragon）(2018) - エグゼグティブプロデューサー
- 最高の離婚韓国版(2018) - フライングプロデューサー
- リッチマン、プアウーマン韓国版 (2018)- フライングプロデューサー

| スタブアイコン | サブスタブ | この項目は、まだ閲覧者の調べものの参照としては役立たない、人物に関連した書きかけの項目です。この項目を加筆・訂正などしてくださる協力者を求めています（P:人物伝/PJ:人物伝）。 |